# Rita Donaghy, Baroness Donaghy

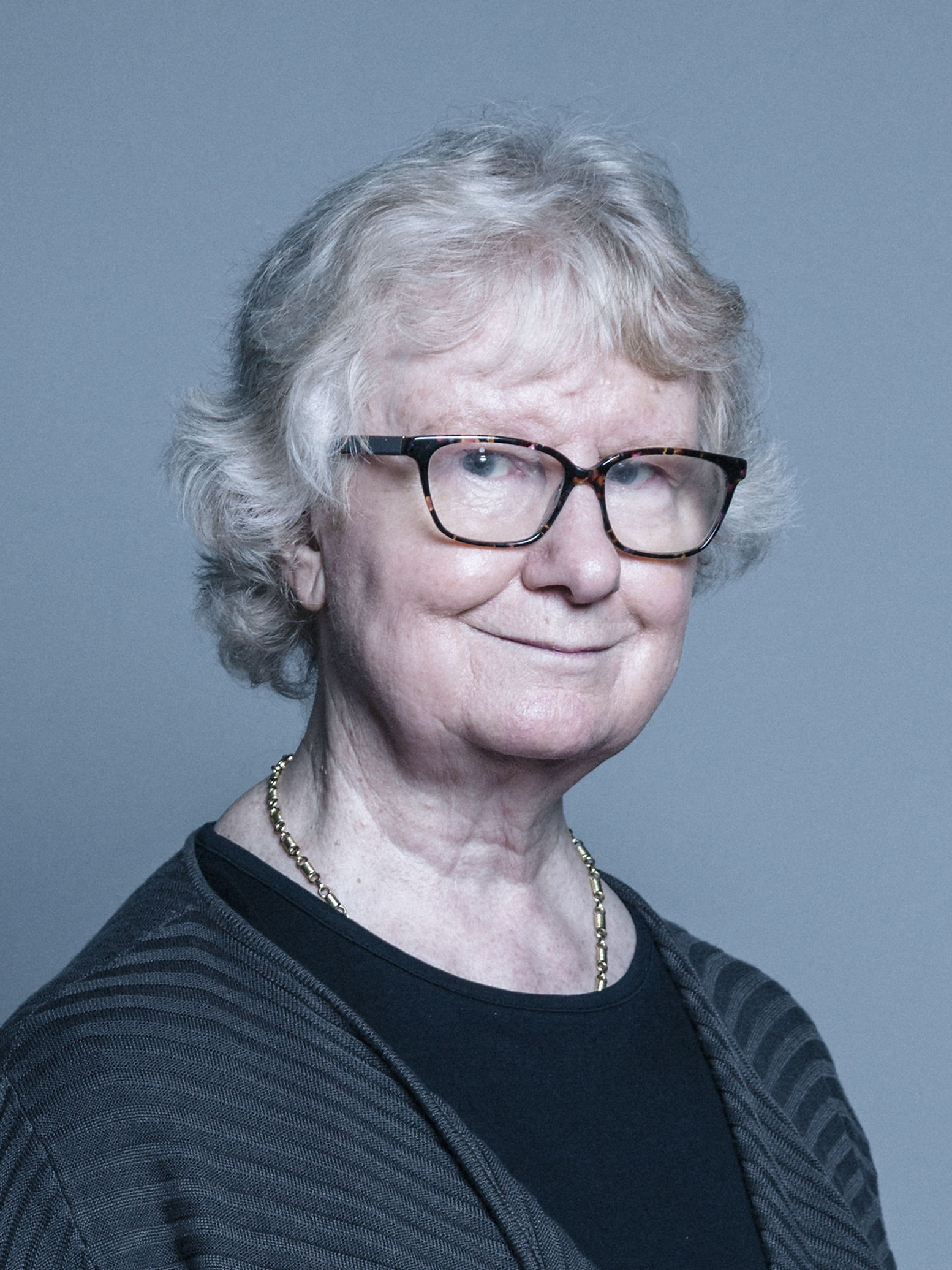
Rita Donaghy, Baroness Donaghy

Rita Margaret Donaghy, Baroness Donaghy CBE, FRSA (* 9. Oktober 1944) ist eine britische Universitätsangestellte, Gewerkschafterin und Life Peer, die für die Labour Party im House of Lords sitzt.
Sie studierte an der University of Durham und arbeitete dann am Institut für Erziehungswissenschaften der University of London, als Verwaltungsangestellte und später im Sekretariat der Studentenverwaltung. Sie wurde aktiv in der Gewerkschaft NALGO, wurde 1973 in den nationalen Führungskreis berufen und war ihre Präsidentin in den Jahren 1989/90. Sie gehörte ab 1989 dem Rat des Dachverbandes TUC an als Vertreterin der NALGO, die 1993 zur UNISON fusionierte und war Präsidentin des TUC im Jahre 2000.
Im Oktober 2000 gab sie ihre Gewerkschaftsposten auf und wurde Vorsitzende beim Advisory, Conciliation and Arbitration Service, wo sie bis 2007 verblieb. Von 2001 bis 2007 arbeitete sie auch für das Committee on Standards in Public Life (Nolan Committee), als Nachfolgerin von Sir Alistair Graham.
Sie war Mitglied der Low Pay Commission und der Employment Tribunal Taskforce und Vorsitzende des TUC Disabilities Forum. 2009 wurde Donaghy gebeten, den Vorsitz eines Untersuchung für Arbeitsunfälle in der Bauindustrie zu übernehmen. Der Untersuchungsbericht wurde 2010 veröffentlicht und enthielt eine Reihe von Empfehlungen zur Erhöhung der Arbeitssicherheit.

## Ehrungen
Donaghy wurde 1998 für ihren Einsatz für die Industriebeziehungen als Officer in den Order of the British Empire aufgenommen und 2005 für ihren Einsatz für Arbeitnehmerfragen zum Commander desselben Ordens erhoben.
Die Open University verlieh ihr 2003 einen Ehrendoktor. 2003 wurde sie Mitglied beim Chartered Institute of Personnel and Development und 2004 bei der Royal Society of Arts (FRSA).
Am 26. Juni 2010 wurde sie als Baroness Donaghy, of Peckham in the London Borough of Southwark, zur Life Peeress erhoben.